# جاكوب د. شتاينر
جاكوب د. شتاينر (بالإنجليزية: Jacob D. Steiner)‏ هو سياسي أمريكي، ولد في 1 يونيو 1861. حزبياً، نشط في الحزب الجمهوري. وقد انتخب عضو داكوتا الجنوبية البيت النواب.